# Comgás

Logo von Comgás

Comgás ist ein brasilianisches Erdgas- und Mineralölunternehmen mit Firmensitz in São Paulo, São Paulo. Das Unternehmen ist im Finanzindex IBOVESPA gelistet.
Comgás wurde 1872 gegründet.
Das Unternehmen fördert und verkauft Erdgas und Mineralöl an über 420.000 Kunden (Stand: 2004). Zu Comgás gehören rund 3.900 km Erdgas- und Erdölpiplines.
Comgás gehörte bis April 1999 zum staatseigenen Betrieb Companhia Energética de São Paulo (CESP). CESP wurde an den britischen Energiekonzern BG Group und den Mineralölkonzern Royal Dutch Shell verkauft. Comgás verkauft für 30 Jahre als Franchiser weiterhin Erdgas mit der Möglichkeit, dies für weitere 20 Jahre ausüben zu können.